# 邁布特內

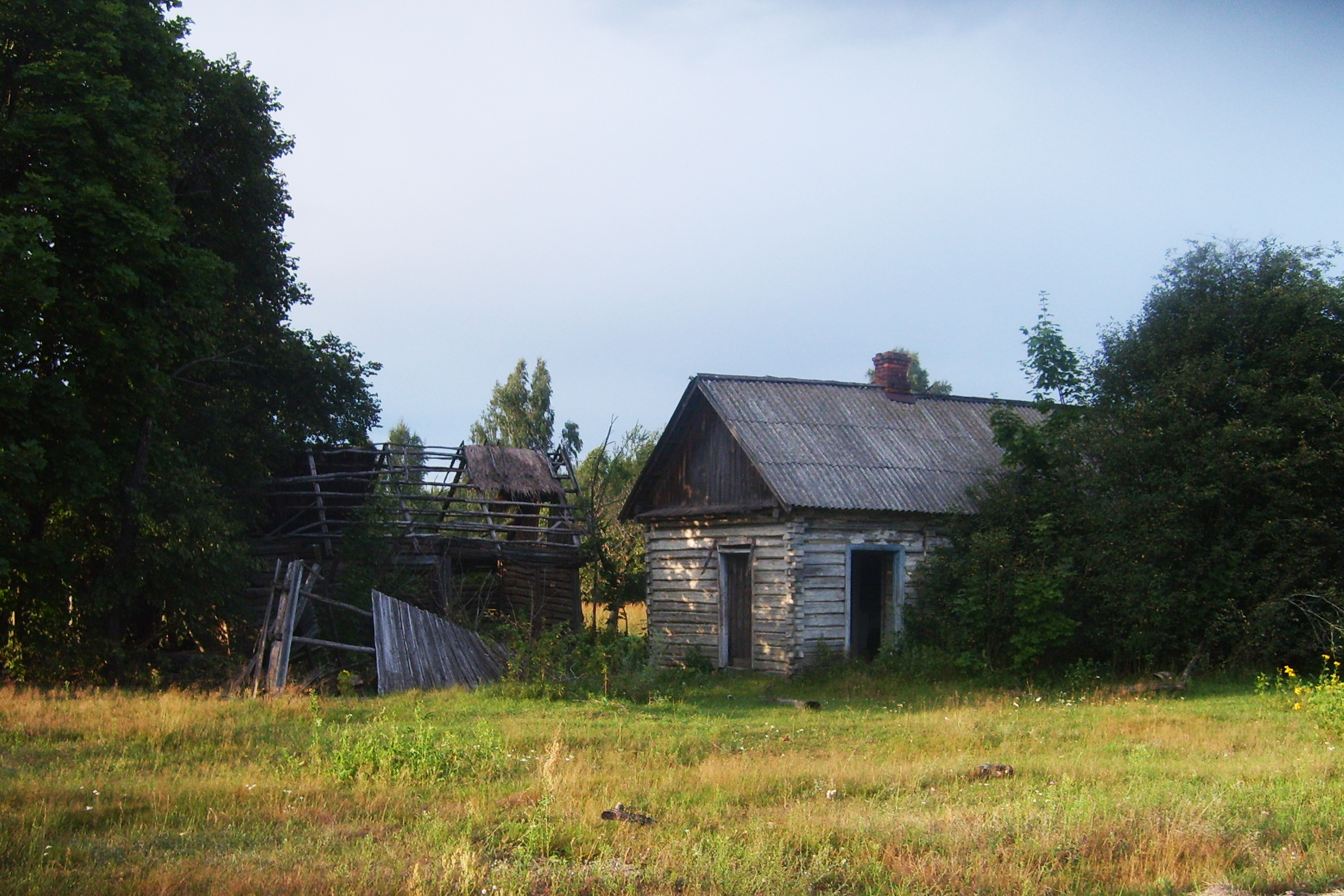

邁布特內（烏克蘭語：Майбутнє），是烏克蘭北部的村莊，隸屬切爾尼希夫州的科留基夫卡區。該村始建於1925年，面積0.12平方公里，海拔高度145米，2001年人口4，人口密度每平方公里33.6人。
51°57′49″N 32°27′51″E / 51.96361°N 32.46417°E